# 王绍文
王绍文（？—？），镶黄旗汉军人，清朝政治人物。监生出身。

## 生平
王绍文曾于乾隆十年（1745年）接替胡宝琳任邵武府知府一职，乾隆十三年（1748年）由沈伟业接任。